# P3 Rock
P3 Rock var ett radioprogram i Sveriges Radio P3 under åren 1996 till och med 2016 som inriktade sig på att spela rockmusik och intervjua musikartister. Programledare och producent var Håkan Persson, som en gång börjat i radio i programmet Ny våg. Den 8 januari 2016 meddelade Sveriges Radio på P3 Rocks webbplats att programmet lagts ner.

### Fotnoter
1. ↑  ”Sveriges Radio P3”. Arkiverad från originalet den 25 maj 2012. https://archive.is/20120525204520/http://sverigesradio.se/p3/rock/latlist.stm. Läst 25 juni 2011.
2. ↑  ”Hej & tack! - Musikguiden i P3: Rock”. Arkiverad från originalet den 13 januari 2016. https://archive.is/20160113051848/http://sverigesradio.se/sida/artikel.aspx?programid=2333&artikel=6338670. Läst 11 januari 2016.